# Dontostemoneae
Dontostemoneae es una tribu de plantas pertenecientes a la familia Brassicaceae. El género tipo es Dontostemon Andrz. ex C.A.Mey.

## Géneros
- Clausia Korn.-Trotzky ex Hayek
- Dontostemon Andrz. ex C. A. Mey